# Чанишев Арсеній Миколайович
Чанишев Арсеній Миколайович (18 квітня 1926, Новочеркаськ — 3 серпня 2005, Москва) — філософ і історик філософії, співробітник та викладач МДУ, фундатор «філософії небуття», теоретик виникнення філософії як виду знання. Автор монографій та підручників з теорії філософії, а також поезій та прози (псевдонім Арсеній Прохожий).
У 1952 р. закінчив філософський факультет МДУ. В 1955 р. — аспірантуру по кафедрі історії закордонної філософії на цьому ж факультеті. З 1955 р. працював на цій кафедрі. В радянські часи внаслідок нестандартного підходу до філософської проблематики Чанишеву було заборонено викладати.

## Основні праці
- Философия Анрі Бергсон. — М.: МГУ, 1960.
- Ионийская философия. — М., 1966. 184 с [Автор II главы (стр. 21-82) — Э. Н. Михайлова]
- Протестантизм. — М.: Наука, 1969. 216 с.
- Эгейская предфилософия. — М.: МГУ, 1970. 240 с.
- Италийская философия. — М.: МГУ, 1975. 216 с.
- Курс лекций по древней философии. Учебное пособие для студентов и аспирантов философских факультетов и отделений университетов. — М.: Высшая школа, 1981. 374 с.
- Аристотель. — М.: Мысль, 1981. 200 с.
- Начало философии. — М.: МГУ, 1982. 184 с.
- Генезис философии и её ранние формы. Диссертация на соискание ученой степени доктора философских наук в форме научного доклада. На правах рукописи. — М.: МГУ, 1983. 52 с.
- Аристотель. Второе дополненное издание. — М.: Мысль, 1987. 224 с.
- Курс лекций по древней и средневековой философии. Учебное пособие для вузов. — М.: Высшая школа, 1991. 512 с.
- Трактат о небытии. 4-е испр. и доп. изд. // Категории. Философский журнал. 1997. № 2. — С. 4-14.